# Bertha, prinsessa av Frankerriket
Bertha, född 780, död efter 11 mars 824, var en frankisk prinsessa; dotter till kejsar Karl den store och Hildegard av Vinzgouw.
Liksom sina syskon växte hon upp i Aachen och fick en hög bildning av privatlärare. 
Hon förblev ogift: Karl den store ville inte låta sina döttrar gifta sig, möjligen för att han betraktade eventuella svärsöner och dottersöner som potentiella politiska problem. När kung Offa av Mercia föreslog ett äktenskap mellan sin son och Bertha, bröt Karl alla diplomatiska förbindelser med Mercia som markering. Till skillnad från vad som annars var vanligt för fäder som inte ville låta sina döttrar gifta sig under denna tid, tvingade han inte sina döttrar att bli nunnor, utan tillät dem att ha utomäktenskapliga förhållanden. Bertha valde att ha ett förhållande med hovmannen Angilbert, med vilken hon fick tre barn. 
Efter sin fars död 814 blev hon och hennes systrar förvisade av sin bror Ludvig den fromme till de kloster som tidigare förlänats till dem av deras far som deras pension. 